# Ancenis
Ancenis korábbi község (település) Franciaországban, Loire-Atlantique megyében. 2019. január 1-jén Saint-Géréon községgel egyesült és Ancenis-Saint-Géréon új község része lett.
Lakosainak száma 7510 fő (2015). Ancenis Mésanger, Drain, Liré, Anetz, Couffé, Oudon, Saint-Géréon, Vair-sur-Loire és La Roche-Blanche községekkel határos.

## Népesség
A település népességének változása:
| Lakosok száma | 7474 | 7510 | 8043 |
|               | 2013 | 2015 | 2016 |